# Piesocalus javanus
Piesocalus javanus är en spindelart som beskrevs av Simon 1894. Piesocalus javanus ingår i släktet Piesocalus och familjen täckvävarspindlar. Inga underarter finns listade i Catalogue of Life.